# 1621
Évszázadok: 16. század – 17. század – 18. század
Évtizedek: 1570-es évek – 1580-as évek – 1590-es évek – 1600-as évek – 1610-es évek – 1620-as évek – 1630-as évek – 1640-es évek – 1650-es évek – 1660-as évek – 1670-es évek
Évek: 1616 – 1617 – 1618 – 1619 –  1620 – 1621 – 1622 – 1623 – 1624 – 1625 – 1626

## Események

### Határozott dátumú események
- január 12. - II. Oszmán szultán 15 éves féltestvérét, Şehzade Mehmedet felakasztják, a szultán parancsára. Halála előtt megátkozza az uralkodót.
- január 18. - a Holland Kelet-Indiai Társaság átnevezi Jayakarta nevű erődítményét Bataviára - 1945-ben ez a település lesz Jakarta.
- január 22. - Kínában elkezdődik a Tiencsi-korszak.
- január 24. - Alig 12 nappal Şehzade Mehmed kivégzése után különösen fagyos időjárás kezdi el sújtani Isztambult, amit sokan Allah büntetésének vélnek, és emiatt lázadások törnek ki.
- január 28. - Meghal V. Pál pápa.[1]
- január 29. - II. Ferdinánd német-római császár a birodalom árulójának nevezi V. Frigyes pfalzi választófejedelmet.
- február 9. – Pápává választják Alessandro Ludovisi bolognai érseket, aki a XV. Gergely nevet vette fel.[2]
- március 31. - Megkoronázzák IV. Fülöp spanyol királyt.
- április 9. - Lejár a 12 évig tartó béke a Németalföldi Köztársaság és Spanyolország között.
- május 2. - Panamát 6,9-es erősségű földrengés sújtja.
- május 12. - Svédországban megalapítják Tornio városát, ami abban az időben a világ legészakabban fekvő városa lesz.
- május 24. - A Protestáns Unió hivatalosan is felbomlik.
- június 3. - Megalapítják a Holland Nyugat-Indiai Társaságot.
- június 21. - A fehérhegyi csata következményeként huszonhét cseh nemest kivégeznek Prága főterén.
- július 25. vagy 28 – Bornemissza János erdélyi serege Pálffy István császári ezredes seregét Nagyszombatnál megveri, majd július 30-án a várost is elfoglalja.[3]
- augusztus 8. - La Rochelle városa csatlakozik a hugenotta lázadáshoz Franciaországban.
- augusztus 22. - XIII. Lajos francia király hozzákezd Montauban városának ostromához, mely később kudarcot vall.
- szeptember 2. – A lengyelek legyőzik a szultáni főhaderőt a chocimi csatában.
- szeptember 2. – A svéd csapatok beveszik Rigát.[4]
- október 9. – A lengyel hadak elhárítják a törökök második támadását Chocim alatt. Petro Szagajdacsnij kozák hetman és Jan Karol Chodkiewicz litván hetman is elesik. Véget ér az első lengyel-török háború.
- október 9. - Amerikában a Plymouth kolónia zarándokai és az indiánok megrendezik az első Hálaadást.
- december 31. – Bethlen Gábor erdélyi fejedelem és II. Ferdinánd magyar király megköti a nikolsburgi békét, melynek során Bethlen lemond magyar uralkodói ambícióiról, felső-magyarországi területekért cserébe, Morvaország pedig vallásszabadságot kap.[5]

### Határozatlan dátumú események
- Hugenotta felkelések, melyeket XIII. Lajos megpróbál leverni.
- Spanyol telepesek Venezuelában megalapítják Petare városát.
- II. Gusztáv Adolf svéd király megalapítja Göteborgot.
- Riga svéd uralom alá kerül.
- Holland Kelet-indiai Társaság kétezer katonát küld a Banda-szigetekre, hogy biztosítsa a szerecsendió kereskedelem monopóliumát. A katonák 15000 helybélit mészárolnak le.

## Az év témái

### 1621 az irodalomban
- Megjelenik Robert Burton műve, A melankólia anatómiája.

### 1621 a zenében
- Bethlen Gábor külföldi zenészeket hozat gyulafehérvári udvarába.[6]

## Születések
- január 30. – II. Rákóczi György, erdélyi fejedelem († 1660)
- február 20. - Thurzó Erzsébet († 1642)
- június 6. – Zrínyi Péter, horvát bán († 1671)
- július 8. – Jean de La Fontaine francia író († 1695)
- december 3. – Bohuslav Balbín cseh történetíró, jezsuita szerzetes († 1688)

## Halálozások
- január 21. – Jeszenszky János, magyar származású, nemzetközi hírű orvos (* 1566)
- január 28. – V. Pál pápa (* 1552)[1]
- február 15. – Michael Praetorius zeneszerző és teoretikus (* 1571)
- február 28. – II. Cosimo de’ Medici toszkánai nagyherceg (* 1590)
- március 31. – III. Fülöp spanyol király (* 1578)
- június 20. – Forgách Zsigmond nádor (* 1560 körül)
- október 9. – Jan Karol Chodkiewicz neves lengyel hadvezér, litván nagyhetman (* 1560)
- október 16. – Jan Pieterszoon Sweelinck zeneszerző, orgonista és tanár (* 1562)
- október 31. – Bocatius János kassai főbíró és iskolaigazgató, költő (* 1549)